# Collegio uninominale Lombardia - 16
Il collegio elettorale uninominale Lombardia - 16 è stato un collegio elettorale uninominale della Repubblica Italiana per l'elezione del Senato tra il 2017 ed il 2022.

## Territorio
Come previsto dalla legge elettorale italiana del 2017, il collegio era stato definito tramite decreto legislativo all'interno della circoscrizione Lombardia.
Era formato dal territorio di 188 comuni: Alagna, Albaredo Arnaboldi, Albonese, Albuzzano, Arena Po, Badia Pavese, Bagnaria, Barbianello, Bascapè, Bastida Pancarana, Battuda, Belgioioso, Bereguardo, Borgarello, Borgo Priolo, Borgo San Siro, Borgoratto Mormorolo, Bornasco, Bosnasco, Brallo di Pregola, Breme, Bressana Bottarone, Broni, Calvignano, Campospinoso, Candia Lomellina, Canevino, Canneto Pavese, Carbonara al Ticino, Casanova Lonati, Casatisma, Casei Gerola, Casorate Primo, Cassolnovo, Castana, Casteggio, Castelletto di Branduzzo, Castello d'Agogna, Castelnovetto, Cava Manara, Cecima, Ceranova, Ceretto Lomellina, Cergnago, Certosa di Pavia, Cervesina, Chignolo Po, Cigognola, Cilavegna, Codevilla, Confienza, Copiano, Corana, Cornale e Bastida, Corteolona e Genzone, Corvino San Quirico, Costa de' Nobili, Cozzo, Cura Carpignano, Dorno, Ferrera Erbognone, Filighera, Fortunago, Frascarolo, Galliavola, Gambarana, Gambolò, Garlasco, Gerenzago, Giussago, Godiasco Salice Terme, Golferenzo, Gravellona Lomellina, Gropello Cairoli, Inverno e Monteleone, Landriano, Langosco, Lardirago, Linarolo, Lirio, Lomello, Lungavilla, Magherno, Marcignago, Marzano, Mede, Menconico, Mezzana Bigli, Mezzana Rabattone, Mezzanino, Miradolo Terme, Montalto Pavese, Montebello della Battaglia, Montecalvo Versiggia, Montescano, Montesegale, Monticelli Pavese, Montù Beccaria, Mornico Losana, Mortara, Nicorvo, Olevano di Lomellina, Oliva Gessi, Ottobiano, Palestro, Pancarana, Parona, Pavia, Pietra de' Giorgi, Pieve Albignola, Pieve del Cairo, Pieve Porto Morone, Pinarolo Po, Pizzale, Ponte Nizza, Portalbera, Rea, Redavalle, Retorbido, Rivanazzano Terme, Robbio, Robecco Pavese, Rocca de' Giorgi, Rocca Susella, Rognano, Romagnese, Roncaro, Rosasco, Rovescala, Ruino, San Cipriano Po, San Damiano al Colle, San Genesio ed Uniti, San Giorgio di Lomellina, San Martino Siccomario, San Zenone al Po, Sannazzaro de' Burgondi, Santa Cristina e Bissone, Santa Giuletta, Santa Margherita di Staffora, Santa Maria della Versa, Sant'Alessio con Vialone, Sant'Angelo Lomellina, Sartirana Lomellina, Scaldasole, Semiana, Silvano Pietra, Siziano, Sommo, Spessa, Stradella, Suardi, Torrazza Coste, Torre Beretti e Castellaro, Torre d'Arese, Torre de' Negri, Torre d'Isola, Torrevecchia Pia, Torricella Verzate, Travacò Siccomario, Trivolzio, Tromello, Trovo, Val di Nizza, Valeggio, Valle Lomellina, Valle Salimbene, Valverde, Varzi, Velezzo Lomellina, Vellezzo Bellini, Verretto, Verrua Po, Vidigulfo, Vigevano, Villa Biscossi, Villanova d'Ardenghi, Villanterio, Vistarino, Voghera, Volpara, Zavattarello, Zeccone, Zeme, Zenevredo, Zerbo, Zerbolò, Zinasco.
Il collegio era parte del collegio plurinominale Lombardia - 01.

## Eletti
| Elezione | Elezione | Senatore             | Partito |
| -------- | -------- | -------------------- | ------- |
|          | 2018     | Gian Marco Centinaio | Lega    |

## Dati elettorali

### XVIII legislatura
Come previsto dalla legge elettorale, 116 senatori erano eletti con sistema a maggioranza relativa in altrettanti collegi uninominali a turno unico.
| Candidati              | Candidati                      | Voti    | %     | Liste                           | Voti    | %     |
| ---------------------- | ------------------------------ | ------- | ----- | ------------------------------- | ------- | ----- |
|                        | Gian Marco Centinaio ✔️ Eletto | 137 911 | 49,55 | Lega                            | 79 211  | 28,46 |
| Forza Italia           | Gian Marco Centinaio ✔️ Eletto | 137 911 | 49,55 | 45 150                          | 16,22   |       |
| Fratelli d'Italia      | Gian Marco Centinaio ✔️ Eletto | 137 911 | 49,55 | 11 478                          | 4,12    |       |
| Noi con l'Italia - UDC | Gian Marco Centinaio ✔️ Eletto | 137 911 | 49,55 | 2 062                           | 0,74    |       |
|                        | Daniele Bosone                 | 61 245  | 22,00 | Partito Democratico             | 52 005  | 18,68 |
| +Europa                | Daniele Bosone                 | 61 245  | 22,00 | 7 264                           | 2,61    |       |
| Civica Popolare        | Daniele Bosone                 | 61 245  | 22,00 | 1 023                           | 0,37    |       |
| Italia Europa Insieme  | Daniele Bosone                 | 61 245  | 22,00 | 953                             | 0,34    |       |
|                        | Cesare Vitali                  | 61 020  | 21,92 | Movimento 5 Stelle              | 61 020  | 21,92 |
|                        | Roberta Valmachino             | 7 368   | 2,65  | Liberi e Uguali                 | 7 368   | 2,65  |
|                        | Massimo Antoninetti            | 3 512   | 1,26  | CasaPound                       | 3 512   | 1,26  |
|                        | Paolo Gandini                  | 2 981   | 1,07  | Italia agli Italiani            | 2 981   | 1,07  |
|                        | Rita Campioni                  | 2 046   | 0,74  | Potere al Popolo!               | 2 046   | 0,74  |
|                        | Cristiano Peri                 | 1 134   | 0,41  | Il Popolo della Famiglia        | 1 134   | 0,41  |
|                        | Francesco Anfossi              | 797     | 0,29  | Per una Sinistra Rivoluzionaria | 797     | 0,29  |
|                        | Pietro Biglieri                | 321     | 0,12  | PRI - ALA                       | 321     | 0,12  |
| Totale                 | Totale                         | 278 335 | 100   |                                 | 278 335 | 100   |
|                        |                                |         |       |                                 |         |       |
| Voti non validi        | Voti non validi                | 9 826   | 3,41  |                                 |         |       |
| Votanti                | Votanti                        | 288 161 | 73,85 |                                 |         |       |
| Elettori               | Elettori                       | 390 214 |       |                                 |         |       |